# Паскалов, Захарий Георгиевич
Захарий Георгиевич Паскалов — молдавский советский хозяйственный, государственный и политический деятель, Герой Социалистического Труда.

## Биография
Родился в 1935 году в селе Твардица. Член КПСС с 1959 года.
С 1959 года — на хозяйственной, общественной и политической работе. В 1959—1995 гг. — бригадир тракторно-полеводческой бригады колхоза имени Ленина Чадыр-Лунгского района, руководитель механизированного отряда объединения по электрификации и механизации сельского хозяйства Чадыр-Лунгского районного совета колхозов Молдавской ССР
Указом Президиума Верховного Совета СССР от 12 апреля 1979 года присвоено звание Героя Социалистического Труда с вручением ордена Ленина и золотой медали «Серп и Молот».